# Saint-Nicolas-de-Macherin
Saint-Nicolas-de-Macherin is een gemeente in het Franse departement Isère (regio Auvergne-Rhône-Alpes). De plaats maakt deel uit van het arrondissement Grenoble. Saint-Nicolas-de-Macherin telde op 1 januari 2022 944 inwoners. 

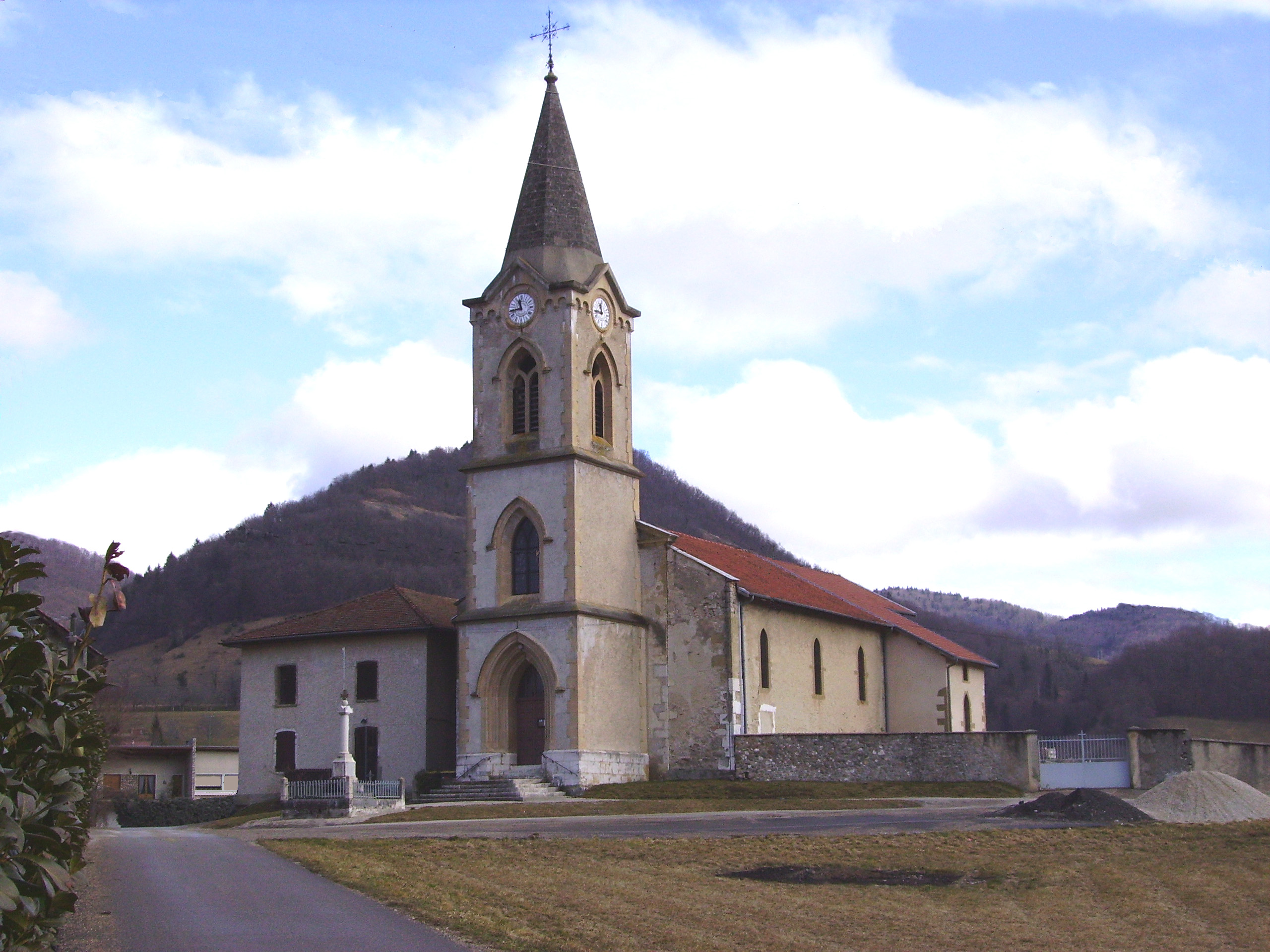
Oude kerk van Saint-Nicolas-de-Macherin
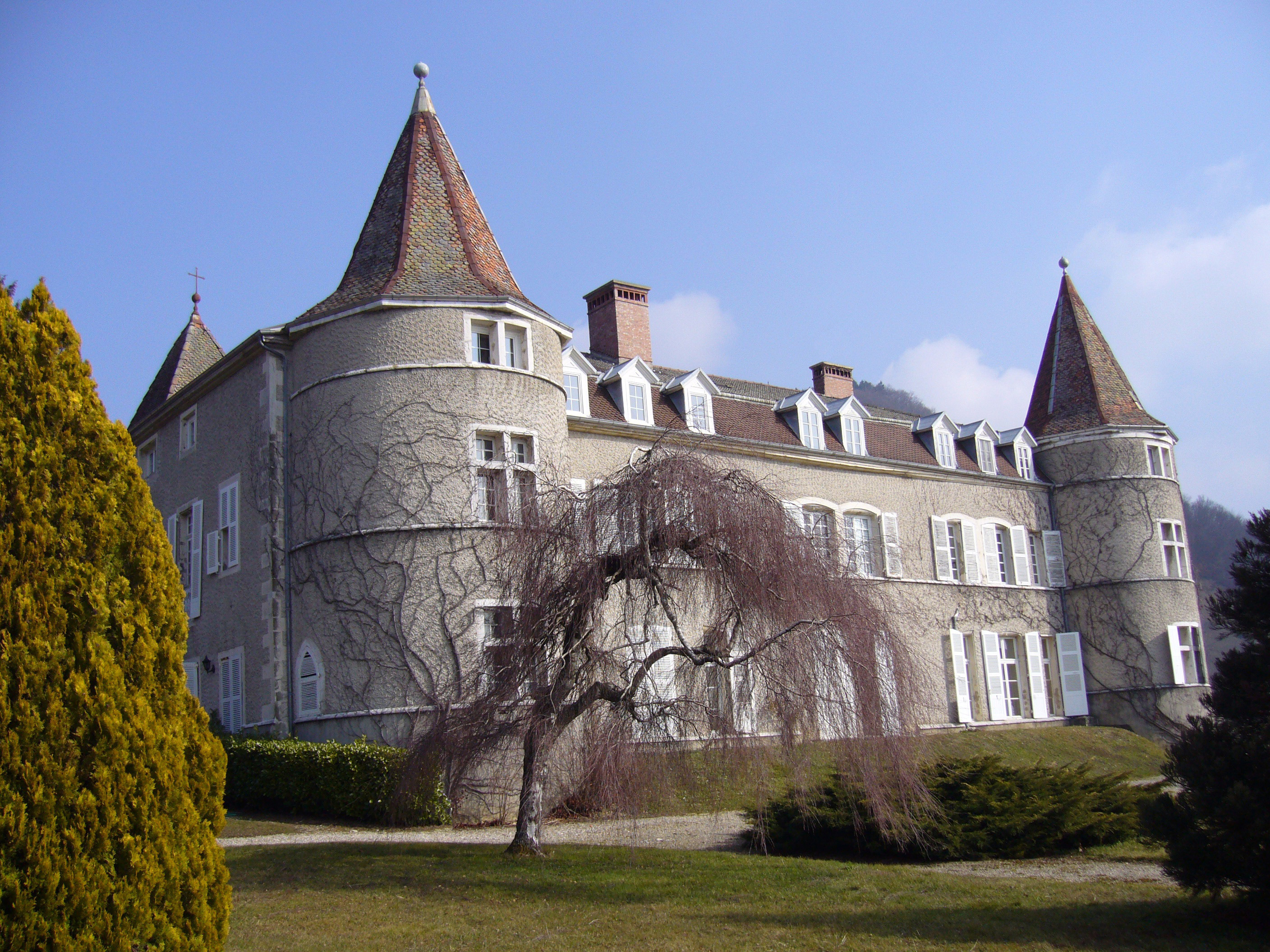
Kasteel van Saint-Nicolas-de-Macherin
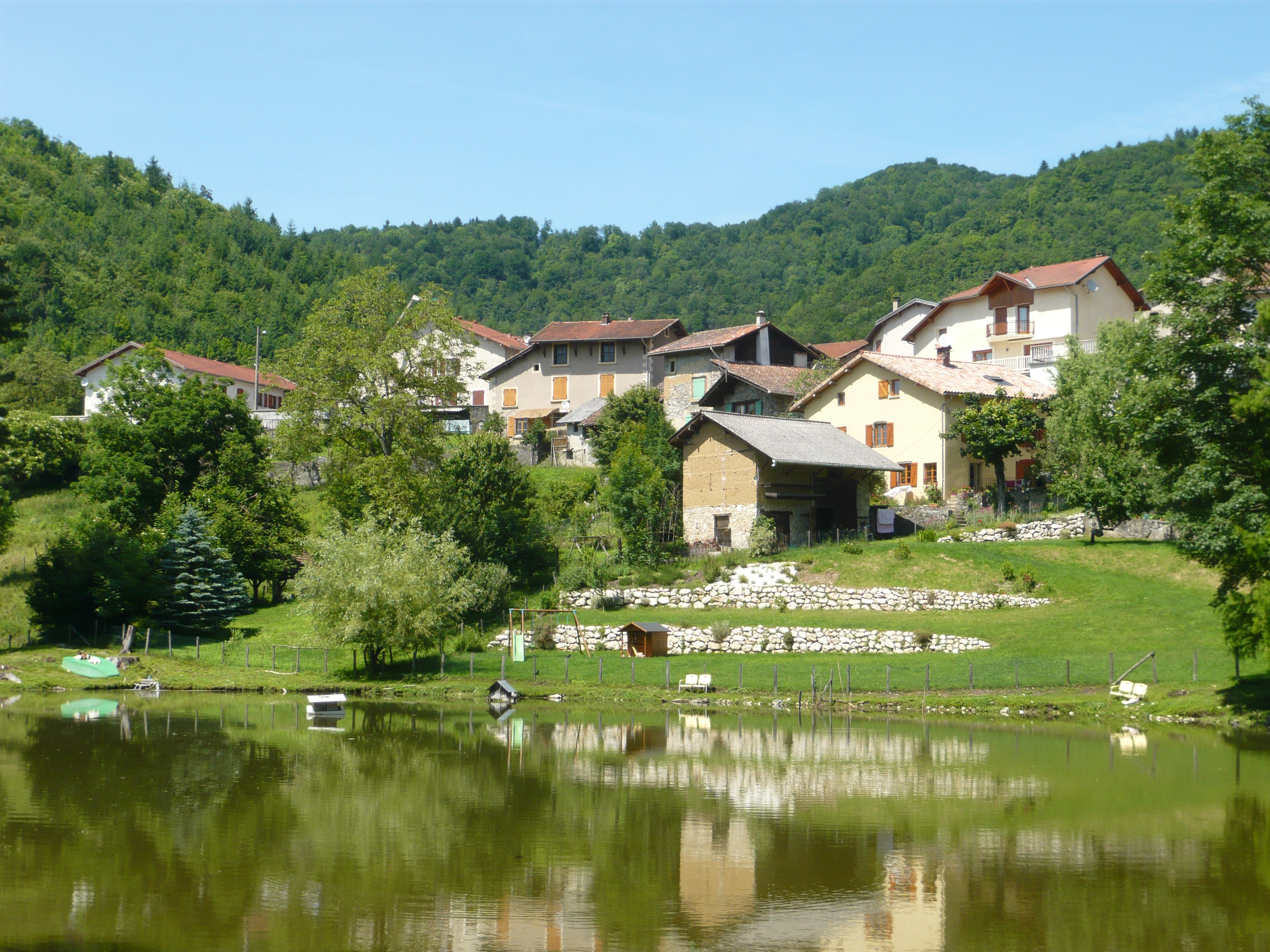
Gehucht Hautefort

## Geografie
De oppervlakte van Saint-Nicolas-de-Macherin bedroeg op 1 januari 2022 10,6 vierkante kilometer; de bevolkingsdichtheid was toen 89,1 inwoners per km².

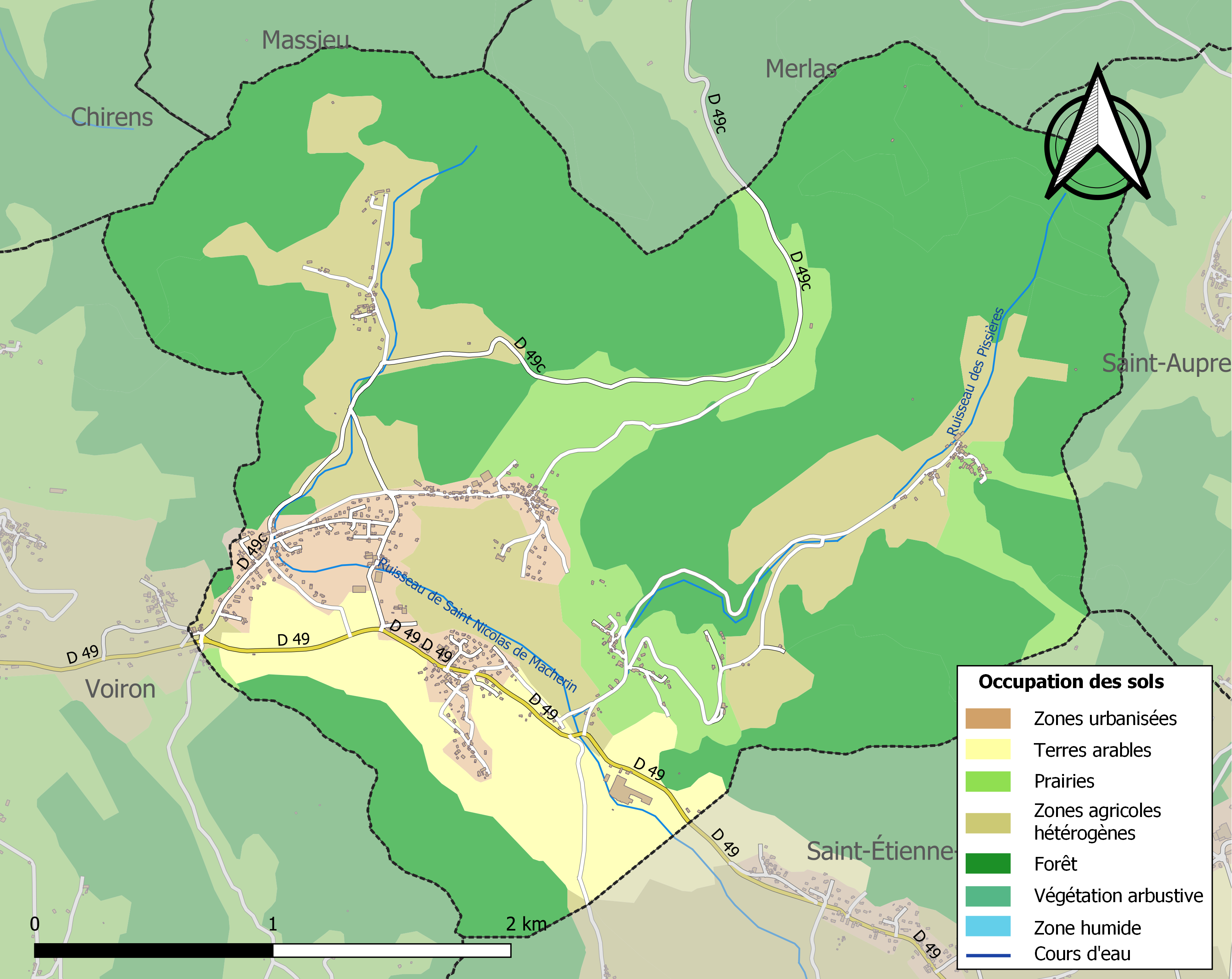
Kaart van de gemeente met de belangrijkste infrastructuur, bodemgebruik en omliggende gemeenten

## Demografie
Onderstaande figuur toont het verloop van het inwonertal (bron: INSEE-tellingen).